# Andreas Eckl
Andreas Eckl, též Ekl (cca 1808 Obertiefenbach – 24. dubna 1872 Vídeň), byl rakouský právník a politik německé národnosti z Čech, během revolučního roku 1848 poslanec Říšského sněmu.

## Biografie
Uvádí se jako Andreas Ekl, advokát ve Vídni. Dlouhodobě zasedal v dolnorakouské advokátní komoře.
Během revolučního roku 1848 se zapojil do veřejného dění. Ve volbách roku 1848 byl zvolen na ústavodárný Říšský sněm. Zastupoval volební obvod Bezdružice. Profesí se tehdy uváděl coby soudní a dvorní advokát. Řadil se k sněmovní levici. Byl liberálně a národně (německy) orientován. Na mandát rezignoval v lednu 1849.
Zemřel v dubnu 1872 ve věku 64 let, podle jiného zdroje ve věku 65 let. Zemřel po krátké nemoci.